# エヴゲニヤ・マクシミリアノヴナ・ロマノフスカヤ
エヴゲニヤ・マクシミリアノヴナ・ロマノフスカヤ（Евгения Максимилиановна Рома́новская, 1845年4月1日 - 1925年5月4日）は、ロシアの貴族女性。姓はレイフテンベルクスカヤ（Лейхтенбергская）とも言う。
夫のアレクサンドル・オリデンブルクスキー公爵とともに、ロシアでも有数のフィランソロピストとして知られた。

## 生涯

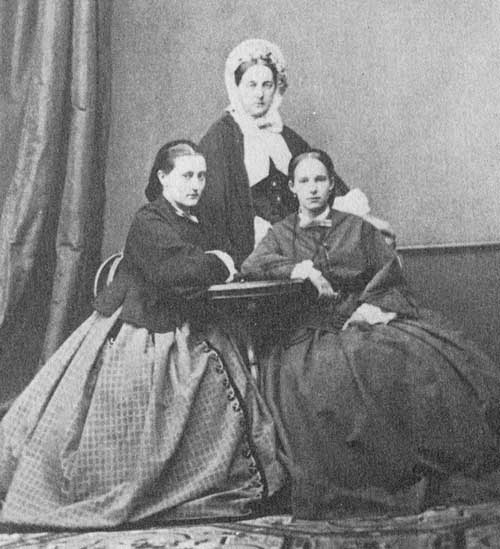
少女時代のエヴゲニヤ、母マリヤ・ニコラエヴナ（後列）、姉マリヤ・マクシミリアノヴナ（左）と

フランス系バイエルン貴族のロイヒテンベルク公マクシミリアン・ド・ボアルネと、その妻でロシア皇帝ニコライ1世の娘であるマリヤ・ニコラエヴナ大公女の間の三女として、サンクトペテルブルクに生まれた。父はロシア皇帝の娘婿になるに際してロマノフスキー公爵位を授けられたため、子供たちもこの称号で呼ばれた。1852年に父が死に、1854年に母が身分違いの再婚によりロシア出国を余儀なくされると、エヴゲニヤとその兄弟姉妹は母方の伯父のロシア皇太子アレクサンドル大公（後の皇帝アレクサンドル2世）の世話を受けてロシア国内で育った。
家族からは名前のフランス語形でウジェニー(Eugenie)と呼ばれた。

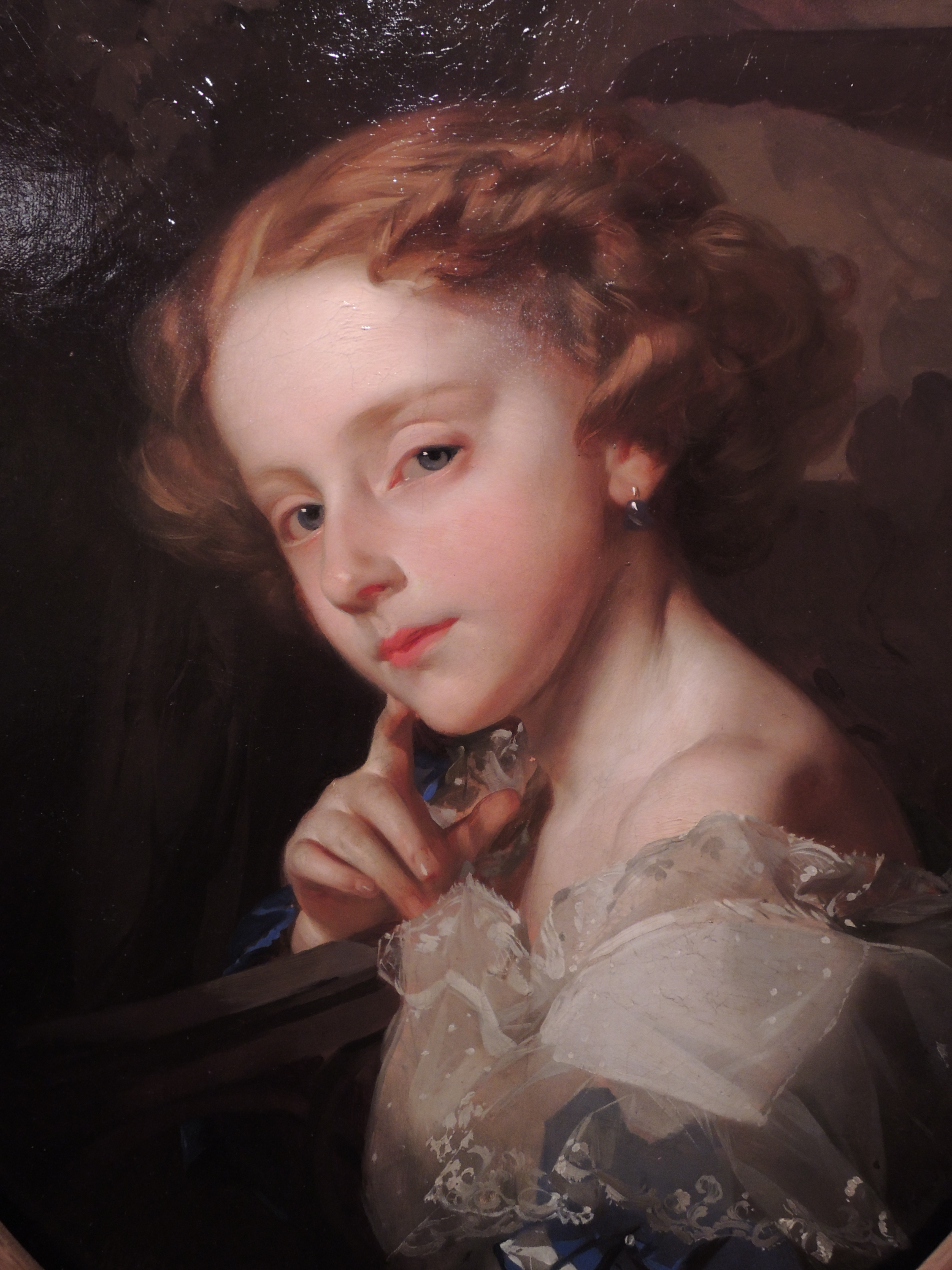
幼少期のエヴゲニヤ、イヴァン･マカロフ画

ロシア帝室との親族関係もあり、エヴゲニヤは様々な宮廷行事に参加した。1860年には、彼女は祖母のアレクサンドラ・フョードロヴナ皇后のフランス訪問に随行し、ナポレオン3世夫妻と会っている。エヴゲニヤにも適齢期になると、イタリア王太子ウンベルト（後のイタリア王ウンベルト1世）を始め様々な縁談が舞い込んだが、結婚には至らなかった。
1868年1月19日、エヴゲニヤは同じロシア貴族のアレクサンドル・オリデンブルクスキー公爵（1844年 - 1932年）と結婚した。アレクサンドルはドイツのオルデンブルク大公国の大公家の一員であるが、パーヴェル1世の女系の曾孫という関係で、祖父の代からロシア貴族として暮らしていた。夫の家族もエヴゲニヤの家族と同様に、広義のロシア帝室の一員と見なされていた。夫妻の間には一人息子のピョートル・アレクサンドロヴィチ（1868年 - 1924年）が生まれた。エヴゲニヤは従兄の皇帝アレクサンドル3世の妻マリヤ・フョードロヴナ皇后と長年の友人で、二人はエヴゲニヤの息子ピョートルと、マリヤ皇后の末娘オリガ・アレクサンドロヴナを結婚させている。

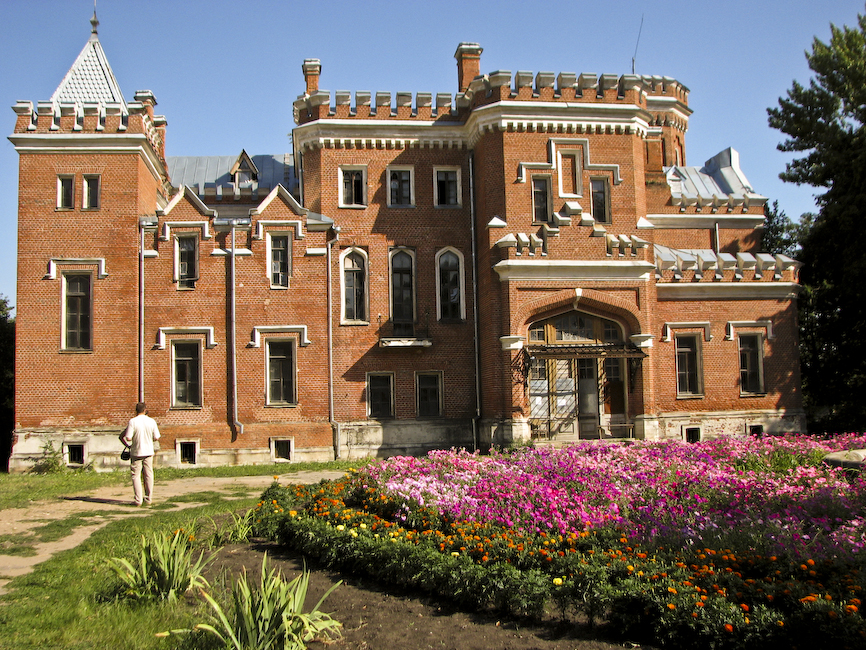
ラモンのオリデンブルクスキー宮殿

皇帝アレクサンドル2世は、姪のエヴゲニヤに結婚の贈り物としてラモン（Рамонь）の所領を与えた。オリデンブルクスキー公爵夫妻は1887年にラモンに中世イギリスの城を模した宮殿を築いた。1902年、仕事が無く不満を募らせていた貧農の一団がラモンの宮殿を襲い、火をかけたため、宮殿は甚大な被害をこうむった。1917年、宮殿はボリシェヴィキ当局により接収され、兵舎、学校、病院、そして近隣の工場の従業員宿舎に変えられた。
エヴゲニヤは非常に洗練された評判の高い貴婦人で、ロシアにおける中心的な文芸、哲学、科学サロンの女主人であった。彼女と夫のアレクサンドルは、ロシアでは「自分たちの財産を大部分を慈善事業になげうった」夫妻として広く有名になった。夫妻は私財を投じてロシアの諸地方に技術専門学校、病院、孤児院、その他の慈善施設を建設した。エヴゲニヤはまたロシアにおける赤十字社の設立にも協力した。夫妻の建てた技術専門学校は、2000人の男女の子供に商業教育と技術教育を施す目的で建てられたが、生徒の半数以上は公爵夫妻に養われて暮らしていた。エヴゲニヤは体が弱かったこともあって国外旅行などには行かず、自分の屋敷や宮殿で落ち着いて暮らすのを好んだ。
エヴゲニヤはロシア革命により夫や息子と一緒に国外に逃れ、一人息子を亡くした次の年の1925年にフランスのビアリッツで死んだ。